# Wild About It
"Wild About It" é uma música do quarto álbum de estúdio da cantora australiana Natalie Imbruglia, intitulado Come To Life.
A faixa foi a primeira canção do álbum a ser divulgada em forma de videoclipe, como um pré-single, antes do lançamento do single oficial "Want". 

## Lançamento
O vídeo estreou em 9 de agosto de 2009 no site oficial da cantora, dirigido por Mike Baldwin. Posteriormente, foi disponibilizado para download digital pago pela internet e também no YouTube.

### Videoclipe
No clipe, Natalie está em uma grande casa, onde aparentemente ocorreu uma Festa na noite anterior. A atriz passeia por cômodos, onde brinca com as pessoas que se encontram adormecidas, que lentamente vão despertando e, ao final, dançam juntos a coreografia da música, em uma grande celebração no gramado dos fundos da casa. 
O vídeo é imensamente colorido, com pessoas fantasiadas e em trajes de festa, além de bonecos que lhe dão um aspecto lúdico. Após o final da música, uma última cena, de um homem que acorda sobre um colchão de ar boiando na piscina e cai na água, dá um tom cômico ao encerramento do clipe.
Natalie também gravou pequenas esquetes com os bonecos que aparecem no videoclipe, para divulgação do álbum na internet. Um deles é interpretado pelo apresentador e comediante britânico Alan Carr.

## Single Digital
- Versão Principal

1. "Wild About It" (Video) – 4:49